# (6546) Kaye
(6546) Kaye ist ein Asteroid des äußeren Hauptgürtels, der am 24. Februar 1987 vom tschechischen Astronomen Antonín Mrkos am Kleť-Observatorium (IAU-Code 046) bei Český Krumlov entdeckt wurde.
Der Himmelskörper ist Mitglied der Ursula-Familie, einer Gruppe von Asteroiden, die nach (375) Ursula benannt ist.
Der Asteroid wurde nach dem US-amerikanischen Schauspieler, Komiker und Sänger Danny Kaye (1911–1987) benannt, der über viele Jahre einer der beliebtesten Komiker Amerikas und ab 1954 für viele Jahre als Botschafter für das Kinderhilfswerk der Vereinten Nationen (UNICEF) tätig war.